# حامد ملک‌محمدی معمار
مدال برنز بازی‌های آسیایی ۲۰۰۲ بوسان
حامد ملک‌محمدی (به انگلیسی: Hamed Malek Mohammadi) جودوکار ایرانیست که در وزن ۸۱- کیلوگرم در مسابقات المپیک تابستانی پکن شرکت کرد.